# 十月田镇
十月田镇，是中华人民共和国海南省昌江黎族自治县下辖的一个乡镇级行政单位。

## 行政区划
十月田镇下辖以下地区：
好清村、王炸村、万善村、才地村、沙田村、南岭村、保平村、姜园村、塘坊村、青山村和五丰村。